# 沙特奈
沙特奈（法語：Châtenay，法語發音：[ʃatnɛ]）是法国东部安省的一个市镇，属于布雷斯地区布尔格区。

## 地理
沙特奈（46°2'0"N, 5°12'6"E）面积14.95 平方千米，位于法国奥弗涅-罗讷-阿尔卑斯大区安省，该省份为法国东部省份，北起汝拉省，西北接索恩-卢瓦尔省，西接罗讷省和里昂大都会，南至伊泽尔省，东与萨瓦省、上萨瓦省和瑞士接壤。
与沙特奈接壤的市镇（或旧市镇、城区）包括：沙拉蒙、韦勒河畔栋皮埃尔、圣尼济耶勒代塞尔、安河畔维莱特。

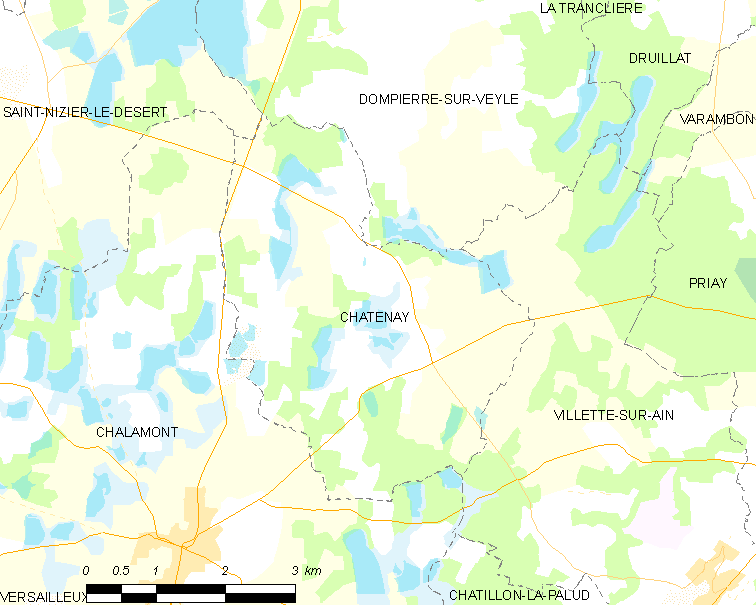
沙特奈的OSM定位图

沙特奈的时区为UTC+01:00、UTC+02:00（夏令时）。

## 行政
沙特奈的邮政编码为01320，INSEE市镇编码为01090。

## 政治
沙特奈所属的省级选区为塞泽里亚县。

## 人口

1962-2008年间沙特奈人口变化图示

沙特奈于2022年1月1日时的人口数量为358人。